# 伊東勉
伊東 勉（いとう つとむ、1908年6月 - 1992年8月24日）は、ドイツ文学者、名古屋工業大学名誉教授。
岐阜県岐阜市出身。1935年京都帝国大学卒。同年名古屋高等工業学校教授、1949年合併により名古屋工業大学助教授、のち教授、1972年定年退官し中日本自動車短期大学教授を1978年まで務めた。
中世狐物語の研究のほかドイツ社会主義、ルカーチの文学論などを研究、翻訳した。

## 著書
- 動物叙事詩研究序説「ラインケ狐」を中心として 山口書店 1944
- 1848年ドイツ革命の研究 マルクスの青春時代の闘争 社会書房 1948
- リアリズム論入門 理論社 1969

## 翻訳
- 射撃祭 ケラー 岩波文庫 1938
- 一難去つて又一難 オットオ・ルウトヴイヒ 岩波文庫 1939
- ゴッケル物語 ブレンターノ 岩波文庫 1941
- 国家と革命 ニコライ・レーニン 社会書房 1947
- 森の小人 ヴィルヘルム・ハウフ 羽田書店 1947.10
- フランスの内乱 マルクス 社会書房 1948
- 短夜 ブレンターノ 晃文社 1948
- ドイツ古典哲学の本質 ハインリッヒ・ハイネ 晃文社 1948 のち岩波文庫
- くるみわり人形 ホフマン 晃文社 1949（世界児童名作文庫）
- きつねの裁判 ゲーテ 晃文社 1949（世界児童名作文庫）
- 蚤の王子 ブレンターノ 晃文社 1949（世界児童名作選集）
- 愛の詩集 ゲーテ 晃文社 1949
- ラインケ狐 岩波文庫 1952
- ドイツ・イデオロギー 第1冊 マルクス、エンゲルス 山崎章甫共訳 国民文庫 1953
- リアリズム論 ジェルジ・ルカーチ 小森潔・小林忠治共訳 理論社 1954
- ドイツ三月革命の研究 民主的選挙権闘争の勝利と敗北 ゲルハルト・シルファート 上杉重二郎共訳 日本評論新社 1956
- リスト研究 ドイツ国民経済学者F.リストの歴史的役割 ファビウンケ 豊川卓二共訳 未來社 1958
- 婦人論 アウグスト・ベーベル 土屋保男共訳 大月書店 1958
- 評伝ゲーテ シャギニヤン 植村進共訳 未來社 1960
- トルストイとドストエフスキー アンナ・ゼーガース 未來社 1966
- レーニン家の人びと マリエッタ・シャギニャン 植村進共訳 未來社 1969